# Позездже
Позездже (пол. Pozezdrze, нім. Possessern) — село в Польщі, у гміні Позездже Венґожевського повіту Вармінсько-Мазурського воєводства.
Населення — 1210 осіб (2011).
Назва Позездже походить з німецького Passessern, але в 1938 році нацистська влада Східньої Пруссії, поміняла назву села на Großgarten.

## Історія
Позездже засновано 21 червня 1543 року на сту волоках, з котрих солтис, званий Малим Павлом з Леца, отримав десять. Осадником надано 6 років свободи від податків, тому вже в 1547 році Позездже було майже цілковито заселене. В 1710 році, від чуми померло 309 мешканців села. Спочатку, це було князівське село (князя Альберта), потім королівське. Селяни відробляли панщину в маєтку державної ділянки при замку у Венгожеві.
В 1858 році в селі мешкало 927 осіб, а в 1939 році вже 1551.
В 1910 році сталася велика пожежа, а 4-5 років пізніше, село охопив фронт першої світової війни (битва на мазурських озерах). Під час другої світової війни недалеко Позезджа збудовано квартиру (бункер) Генріха Гіммлер, котра охоронялася охоронним та поліційним батальйонами.
У 1975—1998 роках село належало до Сувальського воєводства.

## Освіта
Школу в Позезджу засновано в 1737 році, а 150 років пізніше навчалося в ній вже 142 учнів, з котрих 100 знало польську мову. Було 2 вчителів і 2 класи. У 30 роках XX століття в селі було вже 2 школи. Одна чотирьохкласна з 218 учнями, де працювало 4 вчителів, друга однокласна з 48 учнями та одним вчителем.

## Костел
Позездже на початку належало до парафії Круклянкі. Потім, у 1886 році засновано тут лютеранську парафію, до якої належали також сусідні села: Гарш, Оковізна, П’єчаркі. У 1890 році в Позезджу було більше 2500 вірних, у тому майже 700 поляків. Костел побудовано у 1891 році, але вже на початку першої світової війни його пошкодили снаряди ворожої артилерії. До 15 лютого 1915 року святиню цілковито знищено. Її відбудовано в 1923 році, а 23 роки пізніше, тобто в 1946 році, засновано тут католицьку парафію, яка існує по нинішній день.

## Демографія
Демографічна структура станом на 31 березня 2011 року:
|          | Загалом | Допрацездатний вік | Працездатний вік | Постпрацездатний вік |
| -------- | ------- | ------------------ | ---------------- | -------------------- |
| Чоловіки | 611     | 103                | 458              | 50                   |
| Жінки    | 599     | 96                 | 377              | 126                  |
| Разом    | 1210    | 199                | 835              | 176                  |